# Hanawa
Hanawa (塙町, Hanawa-machi) est un bourg du district de Higashishirakawa, situé dans la préfecture de Fukushima au Japon.
Sa population est estimée à 9 443 habitants au 1er juin 2013.

## Transports
Le bourg est desservi par la ligne Suigun de la JR East.